# Leghe indipendenti di baseball
Una Leghe indipendenti di baseball è una lega di baseball professionale non correlata alla MLB. Sebbene non abbiano alcuna affiliazione MLB, il livello è equivalente ai livelli A e A-avanzata. Operano negli Stati Uniti e nell'Ontario in Canada.
L'indipendenza di queste organizzazioni dai principali campionati consente loro di creare franchising indipendentemente dalla geografia MLB. La rete di franchigie MLB e le sue leghe minori copre le principali aree di popolazione. Queste leghe sono state a lungo soprannominate "leghe fuorilegge" a causa di questa mancanza di rispetto per le convenzioni della Major League. A partire dal 2009, l'area metropolitana di New York ha sei formazioni di leghe indipendenti.
Questi campionati consentono uno spettacolo più conveniente per gli spettatori, rispetto a MLB e persino MiLB. Consentono inoltre agli spettatori di seguire le squadre completamente concentrate sulla vittoria. In effetti, non essendo affiliate alla Major League Baseball, le squadre della lega indipendente non hanno vincoli di formazione e sviluppo dei giocatori a differenza delle loro controparti della lega minore. Alcuni campionati indipendenti sono campionati partner con MLB come l'Intercounty Baseball League. Le leghe partner non hanno un'affiliazione diretta con le singole organizzazioni MLB, ma lavorano insieme per promuovere lo sport.
Gli stipendi dei giocatori vanno da $ 1.200 al mese per i principianti fino a $ 4.500 al mese per i migliori giocatori. A causa dei bassi salari, molti giocatori sono costretti ad avere un lavoro secondario durante la bassa stagione.

## Attuali leghe indipendenti
| Lega                                      | Prima stagione | Area geografica                                                                   |
| Empire Professional Baseball League       | 2016           | New York, New Hampshire, Porto Rico                                               |
| Intercounty Baseball League               | 1919           | Ontario                                                                           |
| Northwoods League                         | 1994           | Michigan, Wisconsin, Indiana, Illinois, Minnesota, Ontario, Iowa, Dakota del Nord |
| Pecos League                              | 2011           | Arizona, California, Kansas, Nuovo Messico, Texas, Colorado                       |
| United Shore Professional Baseball League | 2016           | Michigan                                                                          |